# Luis Javier Hernández
Luis Javier "Javy" Hernández Ortiz (Ponce, 5 de septiembre de 1977) es un político puertorriqueño que sirvió desde 2013 a 2025 como alcalde de Villalba.Hernández Ortiz actualmente es Senador por Acumulación desde enero de 2025.

## Vida
Hernández se graduó con un Juris Doctor de la Pontificia Universidad Católica de Puerto Rico. También estudió Derecho Internacional y Derecho Comunitario Europeo en la Fundación Ortega & Gasset en Toledo, España. También tiene un bachillerato en Psicología Forense de la Universidad de Puerto Rico. El 16 de noviembre de 2019, su esposa (madre de sus dos hijas) murió a causa de leucemia.
Hernández asumió la alcaldía del municipio de Villalba tras la renuncia del recién reelecto alcalde Waldemar Rivera Torres el 14 de enero de 2013. Fue reelecto al cargo en las elecciones de 2016 y las elecciones de 2020.
El 8 de febrero de 2023 Hernández anunció su candidatura para suceder a José Luis Dalmau como presidente del Partido Popular Democrático. Recibió el apoyo de importantes líderes del partido tal como la exgobernadora Sila María Calderón. Hernández fue derrotado en esta elección por el representante Jesús Manuel Ortiz quien obtuvo 26,842 (45.86%) frente a los 26,648 (45.54%) de Hernández y los 5,039 (8.61%) obtenidos por la alcaldesa de Morovis Carmen Maldonado.
Hernández fue el candidato del Partido Popular Democrático para presidir el Partido Demócrata de Puerto Rico enfrentándose contra Luis Dávila Pernás, el candidato del Partido Nuevo Progresista, en el proceso de reorganización del partido de 2024. Hernández fue derrotado por Dávila Pernás por un margen de 4,268 votos a 2,762 votos. De esta manera el control de la rama del Partido Demócrata de Estados Unidos en Puerto Rico permaneció bajo el control del sector estadista.
En diciembre de 2023 Hernández anunció que no buscaría la reelección a la alcaldía de Villalba y se postularía como candidato a senador por acumulación. Hernández ganó un espacio en la papeleta para las elecciones legislativas de 2024 en las elecciones primarias del Partido Popular Democrático celebras el 2 de junio siendo el candidato más votado.

## Historial electoral
| Elección | Cargo                   | Partido | Partido | Votos | %     | Posición | Resultado |
| -------- | ----------------------- | ------- | ------- | ----- | ----- | -------- | --------- |
| 2016     | Alcalde de Villalba     |         | PPD     | 7,702 | 50.55 | 1.º      | Reelecto  |
| 2020     | Alcalde de Villalba     |         | PPD     | 7,927 | 64.67 | 1.º      | Reelecto  |
| 2024     | Senador por acumulación |         | PPD     |       |       |          |           |